# Una carta de amor
Una carta de amor es una película mexicana dirigida por Miguel Zacarías en 1943 y protagonizada por Jorge Negrete y Gloria Marín. La producción estuvo inspirada en la de Lo que el viento se llevó.

## Sinopsis
En el transcurso de la intervención francesa es descubierta una carta en la ropa de un liberal que va a ser fusilado. En esta carta se cuenta la historia en donde herido cercano a un santuario, una joven llamada Marta lo ayuda. Después de su recuperación fue a la fiesta donde se anunció el compromiso forzado de ella con el coronel. Sin embargo, en la fiesta del compromiso, Marta y el fugitivo descubren que están enamorados. El Coronel, quien está comprometido con Marta, le dice a ella que capturaran al fugitivo, sin embargo ella ayuda al fugitivo alojándolo en su alcoba durante dos días.

## Reparto
- Jorge Negrete - Jefe liberal.
- Gloria Marín - Marta María Mireles.
- Andrés Soler - Coronel Arturo Gonzalón.
- Mimí Derba - Doña Rosa.
- Emma Roldán - Nana Lupe Ibargüengoitia.
- Alejandro Ciangherotti - Teniente Mireles.
- Rafael Icardo - Capitán Bermúdez, conservador.
- Antonio R. Frausto - Aguirre.
- Alfredo Varela
- Julio Ahuet - Melquiades.
- Salvador Quiroz - Doctor Torres, "Visitador".
- Fernando Curiel - Teniente Delmar, "Conservador".
- Ramón G.Larrea - Coronel francés.
- Manuel Dondé
- Roberto Cañedo - Capitán Robles, liberal.
- Armando Sáenz - Joven oficial en el baile.
- Chel López - Sargento.
- Humberto Rodríguez - Cura.
- Francisco Cruz - Niño Nicolás.

## Comentarios
Este filme ocupa el puesto 99 dentro de la lista de Las 100 mejores películas del cine mexicano, en opinión de 25 críticos y especialistas del cine en México, publicada por la revista Somos en julio de 1994.